# Jeffrey A. Rosen
Jeffrey Adam Rosen (né le 2 avril 1958 à Boston) est un avocat américain. Il est associé principal du cabinet d'avocats Kirkland & Ellis avant d'être sous la présidence de Donald Trump successivement secrétaire adjoint des Transports de 2017 à 2019, procureur général adjoint de 2019 à 2020, puis brièvement procureur général par intérim entre le 24 décembre 2020 et le 20 janvier 2021.

## Biographie

### Jeunesse et formation
Rosen est né à Boston et a grandi à Brockton, Massachusetts.[réf. nécessaire] Il est diplômé de l'université Northwestern avec un baccalauréat ès arts en économie en 1979 après avoir servi comme président du conseil étudiant sa troisième et dernière année d'université. Il est ensuite diplômé magna cum laude de la Faculté de droit de Harvard, obtenant son doctorat en 1982.

### Carrière professionnelle
Rosen rejoint Kirkland & Ellis en 1982.  Il quitte l'entreprise en 2003 et commence à travailler pour le gouvernement américain. De 2003 à 2006, Rosen est avocat général au Département des transports des États-Unis et agit en tant que conseiller juridique du secrétaire aux transports de l'époque, Norman Mineta,,,.
En 2006, Rosen rejoint le Bureau de la gestion et du budget, où il était avocat général et conseiller principal en politiques jusqu'en 2009. 
Rosen retourne au cabinet Kirkland & Ellis en 2009. De 2015 à 2016, Rosen préside la section du droit administratif et de la pratique réglementaire de l'American Bar Association.
Nommé secrétaire adjoint aux Transports par Donald Trump en mars 2017, il est confirmé à son poste le 16 mai suivant par un vote de 56 à 42 au Sénat. 

### Procureur général adjoint
Le 19 février 2019, le président Donald Trump annonce son intention de nommer Rosen au poste de procureur général adjoint des États-Unis, succédant à Rod Rosenstein à son départ du ministère de la Justice. Il est confirmé par le Sénat le 16 mai par un vote de 52 à 45. Sa nomination pour devenir le deuxième plus haut responsable de l'application de la loi est inhabituelle, car Rosen n'a à l'époque aucune expérience antérieure de procureur. Le procureur général William Barr a pour ces raisons exhorté Trump à choisir Rosen comme son adjoint. 
Le Wall Street Journal décrit Rosen comme ayant «gardé un profil relativement bas à la fois au sein du ministère et en public. »

### Procureur général par intérim
Le 24 décembre 2020, lorsque la démission de William Barr prend effet, Jeffrey Rosen lui succède comme procureur général par intérim,. Il demeure en fonction jusqu'à la fin de la présidence de Donald Trump le 20 janvier 2021.